# 褚菊书
褚菊书，浙江秀水人，是一名清朝政治人物。
褚菊书曾接替卫苍佩任上海县知县一职，1737年由李倪昱接任。